# 岡山市立福浜小学校
岡山市立福浜小学校（おかやましりつふくはましょうがっこう）英語（Okayama City Fukuhama Elementary School）は、岡山県岡山市南区福富東にある公立小学校。2023年には創立130周年を迎えた。学区は豊浜町、新福、浜野上、浜野南、福富東、福富西、福富中福成、富浜町である。学区の面積は2.7平方キロメートル。学校便りはくすのきという名前で、これは前庭に位置する大きなクスノキに由来する。

## 教育目標
・生き生きと学び合い心豊かで、たくましい子どもを育てる
・あいさつする子、考える子、がんばる子、やさしい子が守れる福浜っ子を目指そう。

## 沿革
- 1893年（明治26年） - 岡山県御津郡福浜村立福浜尋常小学校創立
- 1931年（昭和06年）  - 岡山市へ編入し，岡山市福浜尋常小学校と改称
- 1950年（昭和25年） - 浦安分校を設置
- 1952年（昭和27年） - 福島小学校を分離。創立60周年記念式典を挙行
- 1958年（昭和33年） - 特殊学級を開設
- 1959年（昭和34年） - 浦安小学校独立により分校廃止
- 1960年（昭和35年） - 岡山県より健康優良校の表彰受賞
- 1975年（昭和50年） - 平福小学校を分離
- 1978年（昭和53年） - 芳泉小学校を分離
- 1993年（平成05年）  - 百周年記念事業実行委員会から人見絹枝像を受贈。創立百周年記念式典を挙行
- 2020年（令和2年） -コロナ禍の影響により、一部クラブ活動（クラブ活動欄に記載）が廃止、人見絹枝杯が2023年まで中止となった。[要出典]

## 福浜小学校校歌
1　白雲うつす旭川　児島の山を仰ぎ見る　恵みの庭に集いきて　学ぶ我らに幸多し
2　静かに明ける福浜の　空にきらめく明星は　清く明るく輝きて　あふる希望のしるべなれ
3　幾年月のいそしみは　荒波こゆる意気を持ち　平和の心かためつつ　共に築かん福浜校　  　

## 特有の行事
毎年2月には人見絹枝杯というマラソン大会がある。一位になると、伝統のトロフィーに名前を書いたリボンが付け足される。人見絹枝杯までには業間マラソンがあり、業間休みに運動場でコースを走る。
発表会があり11月8日に2・4・6年生は音楽発表会、11月15日に1・3・5年生は学習発表会がある。
修学旅行は毎年12月の月末にあり、京都・奈良の順に旅行し滋賀のホテルに止まる。
毎年9月に海の学校という海事研修がありカッターやライフジャケットの着用方法などを学びに行く5年生の行事。渋川青年の家で研修をする。
毎年10月に山の学校があり山の中でネイチャーワークをしたり、レクリエーションをしたりする岡山市立少年自然の家で行われる。

## 委員会活動
毎月月曜日の6時間目を使ってする。5年生から全員参加。
・運営委員会　クラスの中心となり、学校全体でも活躍する。
・放送委員会　給食時間に放送をする。大体は生活の先生の放送か、朝に歌う歌のCDを流す。
・給食委員会　給食室前に立ち、一クラス来る事に挨拶の号令をかける。
・飼育栽培委員会　先生の指示で小さな水槽に入っている魚や花などの世話をする。最近は塗り絵を毎年作っている。
・図書委員会　図書館での本の整理、片付けや、毎年行われる栞やキャラクターのデザイン募集で募集したデザインを選考する。
・保健委員会　石鹸を足したり、放送をしたりする。
・美化委員会　掃除時間にゴミ捨て場に立ち、生徒らが持ってくるゴミを分別(カゴにいれる)したりする。
・運動委員会　ハチマキをクラスごとに揃えたり、業間マラソンでは、コースを示すコーンのところに立ったりする。
　　　　　　遊び紹介もスライドで作ったりする。
・集会委員会　新たに追加された委員会活動で、学年ごとで集会を開催し遊んだり、全校で話をしたりする。

## クラブ
委員会と同じく毎月月曜日の6時間目を使ってする。四年生から全員参加。ｗｑわ・生物化学クラブ　スーパーボールやスライム、ポップコーンを作ったりする。AとBに分かれていて募集人数は多い。
・パソコンクラブ　プログラミングをしたりタイピングしたりする。
　　　　　　　　　　　　Chromebookが支給される前まではパソコンルームにある少し古めのパソコンが使われていた。
・ゲームクラブ　将棋やオセロをしたりする。
・ペーパーアートクラブ　絵を描いたりスクラッチアートをしたり、折り紙、チョークアートなどを持参してする。
・工作クラブ　プラバンやペットボトルを使った工作をさせてもらえる。
・読書イラストクラブ　図書館で読書したり、イラストを描いたりする。
・ドッヂボールクラブ　ドッヂボールをする。人気なので生物化学クラブと同様、AとBに分かれている。
・サッカークラブ　サッカーをする。
・卓球クラブ　卓球をする。
・バドミントンクラブ　バドミントンをする。
・手芸クラブ　手芸用の布や裁縫道具などを持参してする。
・手品クラブ　手品を教えてくれたりする。
・音楽クラブ　歌唱や楽器の演奏をしたりする。
・茶道クラブ　コロナ禍の影響で廃止。
・料理クラブ　コロナ禍の影響で廃止。

## 通学区域が隣接している学校
- 岡山市立平福小学校